# Adolf Brudes
Adolf Brudes (n. 15 octombrie 1899, Kotulin, Silesian Voivodeship⁠(d), Gmina Toszek⁠(d), Voievodatul Silezia, Polonia – d. 5 noiembrie 1986, Bremen, Germania) a fost un pilot de Formula 1. De-a lungul carierei a luat startul în 1 cursă, niciuna din pole-position. Nu a câștigat nicio cursă și nu a terminat niciodată pe podium, acumulând 0 puncte în întreaga activitate ca pilot de Formula 1.